# Utetheisa speciosa
Utetheisa speciosa är en fjärilsart som beskrevs av Walker 1854. Utetheisa speciosa ingår i släktet Utetheisa och familjen björnspinnare. Inga underarter finns listade i Catalogue of Life.